# 韓國部署薩德反導彈系統事件
韓國部署薩德反導彈系統事件（：／）是指大韩民国接受美國的協助下在國內部署萨德反导系统（薩德系統）的過程及衍生事件。薩德系統的部署在2016年2月7日宣布開始磋商，在2016年7月8日正式宣布落實，部署的具體行動則在2017年3月6日開始進行。該事件引起中華人民共和國和俄羅斯反對，韓國主張這項軍事部署只是應付朝鲜民主主义人民共和国的防禦措施，中华人民共和国則認為部署薩德系統會對其國土安全造成影響，並對韓採取多項反制措施，包括對禁制韓國媒體及藝人演出、旅遊封鎖等。這些措施也導致中韓關係迅速冷卻。
2017年3月6日，系統的發射架運抵韓國，韓方稱系統最快在4月服役。4月26日已在慶尚北道星州郡將2輛發射車部署，9月12日完成其餘4輛發射車臨時部署，全部6輛發射車確認火控雷達正常並進入作戰狀態。11月22日，中韓達成共識，韓方表態「不考慮追加薩德系統、不加入美國反導體系、不發展韓美日三方軍事同盟及无意损害中方安全利益」。此后中韩关系逐渐回暖。
由於朝韓關係又再度惡化，韓國保守派總統尹錫悅曾於2021年11月（時為候任）表示，對於美國在韓國部署更多薩德持開放態度。

## 背景
朝鮮半岛核问题的发展是部署薩德系統的主要催化剂。国际社会曾多次尝试透过会谈處理问题，包括六方會談。聯合國安全理事會亦通過決議，禁止朝鮮測試任何導彈或核技術，但朝方的相关活动仍然没有停止。自2006年至两國宣布商议部署之前，聯合國安全理事會已通过了三次决议对朝鮮进行制裁，包括聯合國安理會1874號決議。
这些多方面的措施也没有取得成效，2014年12月，北朝鮮在一个声明中表示“现在美国以人权为幌子侵略我们共和国的敌对政策已经显而易见，朝鲜半岛无核化的想法已不再有效。”。2017年3月16日，美国國務卿雷克斯·蒂勒森访问日本时称「過去20年讓朝鮮走向無核化的外交和其他努力都失敗了」，并表示需要一種「不同的方法」。
2009年至2014年，朝鲜已作出2次核子武器试验及三次远程导弹试射。美国的专家在2015年2月的一份研究报告估计，朝鲜的核子武器库存已达10-16枚，该报告也表示朝鲜的裂變材料生產基礎設施变得現代化，同時规模也扩大了。2015年4月，中国的专家表示朝鲜可能已拥有20枚核弹头，它同时有足夠的鈾以供下一年增多至40枚。除了发展武器外，朝鮮也有多次针对韩国和美国的言论，包括声称采取「先发制人的核子攻击」、「使華盛頓变成火海」。朝鮮曾经在2011年对南韓延坪島进行炮击。
韓國當時主要反導武器是部署PAC－3型愛國者導彈系統，後來在2015年底部署KM-SAM中距離反導系統，但應付大規模彈道導彈襲擊時欠缺了高空末端防衛裝備。美国在2014年已提出在朝鮮半島部署薩德系統，韓國則一直表示没有獲美國政府要求進行磋商。然而在进展过程中，中国多次表示反对并向韩国施加压力。中国外交部在2014年5月28日记者会表示，「绝不允许在中国家门口出现局势紧张导致生战生乱」，又称部署反导系统「不利于地区稳定和战略平衡」。 2014年11月16日，中国首次談及薩德的部署會破壞中韓關係，駐南韓大使邱國洪对薩德系统部署在南韓的可能性表示「我們堅決反對。這將嚴重損壞中韓關係」。2015年3月16日，外交部部长助理刘建超访问韩国时再次表明「我們希望中國的關注和擔憂將得到尊重」。但在次日，韓國國防部發言人金珉奭对中国的态度表示不满意，称「周邊國家對美國在韓國部署薩德系統的可能性可以有自己的觀點。但它不應該試圖影響我們的安全政策」。同时正在访韩的美國助理國務卿丹尼爾·拉塞爾也表示要由韓國來決定「在本國的聯合防禦上採取什麼措施、什麼時候採取」，同时也称美國軍方「有責任考慮什麼系統」能保護美國人及其盟友不受朝鮮導彈的威脅。
韩国除了使用薩德系統这个选择外，同时也在自主研发L-SAM远程面对空飛彈，可攔截飛行高度為50至60公里彈道飛彈。但是韓國防衛事業廳（DAPA）表示L-SAM系统在2023至2024年才能部署。韓國在2014年5月表示不考慮部署薩德系統，並強調自主研發L-SAM。但後来在2016年2月1日改變了態度，表示对薩德系統有兴趣，韓國國防部称它自主研发的飞弹结合了美国的反导系统会成为强大的防卫措施。

## 發展

### 考虑及展开磋商
2016年1月6日北韓實施第四次核試驗，北韓聲稱是一次氫彈試驗。一周後，時任韩国总统朴槿惠促请中国遵守承諾制止朝鲜的行为，她在发表全国电视讲话时提到「中国已多次公开表示，不会容忍朝鲜发展核武器。我认为，中国充分意识到，如果这种强烈意愿没有必要的措施相配合，我们就不能阻止朝鲜进行第五次、第六次核试验，也不能保证朝鲜半岛的真正和平与稳定」。据韩联社报道，朴槿惠在当天举行的记者会上表示，出于国家安全和利益考虑，韩国政府将研究有关引进萨德系统事宜。評論普遍認為韓國是向中國表態及施壓，若中國對朝鲜核問題繼續沒有採取果斷措施，則會部署进萨德系统。
2016年1月29日，韩国国防部发言人金珉奭表示「我们的政府会考虑应对朝鲜导弹威胁的所有措施。如果美军促使韩国部署薩德系統，会对我们的国家安全及防卫有帮助」，他同时否认已和美国政府进行談判。有传媒则指出，消息显示薩德系統的制造商洛克希德·马丁公司在过去一个月访问了韩国。
2016年2月7日，北韓在當地時間上午8時34分發射了光明星4号地球觀測衛星并進入軌道。這次发射事件被普遍认为显示出北韓發展洲際彈道導彈的技術已有重要成果，因为它与发射衛星的运载火箭技术有共同之处。就在北韓发射卫星後数小时，韩国国防部国防政策室室长柳济昇在媒体发布会上宣布，韩国和美国为尽早在韩国部署薩德系統正式开始着手讨论。駐韓美軍司令柯蒂斯·斯卡帕洛蒂陸軍上將在聲明中表示「朝鮮持續發展核武器和彈道導彈計劃，我們的盟国有責任維持強大的防禦能力，以抵抗這些威脅。薩德系統能对多層導彈防禦系统加入一个重要的能力」。

### 落实阶段
2016年7月8日，两国正式宣佈落實部署薩德反導系統。
2016年9月30日，韩国宣布確定薩德系統將部署在慶尚北道星州郡星州高爾夫球場，距离首都首尔296公里，並取代原定的星州郡星山炮台。國防部表示選址在星州郡能發揮薩德系統的最大效用，可以將對民眾及生態環境的影響減至最低。
2016年10月底的崔順實特權事件使得這個計畫出現變數，有媒體稱三星集團利用旗下JTBC電視台以及中央日報揭發崔順實特權事件以緩和與中國緊張關係。
2016年12月21日，韩国国务总理兼代理总统黄教安呼吁尽快部署美国最新型萨德系统，稱“已经无法再多等待一分钟！”
2017年2月28日，樂天集團与韓國國防部簽署協議，將所屬的星州高爾夫球場轉讓給國防部用於部署薩德系統。国防部希望能在该年5月完成部署。

### 进行部署
2017年3月6日，也是美韓展開年度聯合軍演的第六日的早上，朝鲜發射導彈再次引起了國際的關注。據韓國國軍稱，朝鮮在7時36分發射了4枚「飛毛腿-ER」（Scud-ER）彈道導彈，飛行距離約1,000公里。其中3枚導彈落在日本專屬經濟區內。

### 部署完成
2017年4月26日已在慶尚北道星州郡將2輛發射車部署，9月12日完成其餘4輛發射車臨時部署，全部6輛發射車確認火控雷達正常並進入作戰狀態。

### 中韓和解
2017年7月6日，韓國總統文在寅和中華人民共和國領導人習近平在德國漢堡的二十國集團會議上首次會談。
據韓國東亞日報報導，韓國青瓦台國家安保室室長鄭義溶和負責外交事務的中國國務委員楊潔篪在德國漢堡舉行一個半小時的極秘密會談。在会晤中，鄭義溶强调了“两国间信任”，雖然未有達成共識，但兩人在7月份以后透过包括热线电话在內的持续的交流，逐步缩小了两国的分歧，打造了恢復信任的跳板，最后就“发表共同文件走向下一阶段”达成了一致协议。
第二階段由韓國青瓦台國家安保室第二次長南官杓和中国外交部部长助理孔铉佑就协议文本进行了详细的协调。由於协议的每一个文字、每一个句子都十分敏感，因此需要南官杓經常出差中國和孔铉佑直接面对面展开谈判。
另外鄭義溶和南官杓在首爾随时与中国驻韩国大使館大使邱国洪会面。
2017年10月31日，中華人民共和國外交部和大韓民國外交部同时在官网发布就双边关系的沟通结果。
两国外交部称，韩中双方日前透过韩国青瓦台国家安保室第二次长南官杓同中国外交部部长助理兼中國政府朝鮮半島事務特別代表孔铉佑之间的渠道等，就半岛问题等进行了外交部门间沟通。双方表示高度重视韩中关系，愿根据双边共同文件的精神，推动韩中战略合作伙伴关系发展。双方认为加强两国交流合作符合双方共同利益，同意推动各个领域交流合作早日回到正常发展轨道。双方还称，韩方认识到中方在“萨德”问题上的立场和关切，明确表示在韩国部署的“萨德”系统按照其本来的部署目的，不针对第三国，即不损害中方战略安全利益。中方从维护国家安全的立场出发，重申反对在韩国部署“萨德”系统。同时，中方注意到韩方表明的立场，希望韩方妥善处理有关问题。双方商定透过两军渠道，就中方关切的“萨德”有关问题进行沟通。
另外，双方再次确认实现半岛无核化、和平解决朝核问题的原则，重申继续透过一切外交手段推动解决朝核问题。双方表示为此进一步加强战略沟通和合作。
2017年11月22日，中国外交部长王毅在北京同韩国外长康京和举行会谈，达成成果，即「三不」。
1. 不考虑追加萨德系统
2. 不加入美国反导体系
3. 不发展韩美日三方军事同盟

2018年4月12日下午，韩国星州郡反“萨德”团体与韩国国防部达成协议，韩国军方将搬运出“萨德”基地内所有施工装备，并暂停运入追加装备。
2019年8月2日，韩国国防部和驻韩美军司令部在位于庆尚北道星州郡的“萨德”基地启动官兵宿舍改建工程。

### 中韩再度分歧
2022年韩国总统选举尹锡悦上台后，要求扩大部署萨德，引发中方不满。

### 中韩谈判
2022年中国外交部长王毅与韩国外交部长朴振周二（8月9日）于山东青岛展开会谈。王毅与朴振先举行了时长1小时40分钟左右的小范圍会谈，随后进入扩大会谈。
8月10日中国外交部会谈后称，“中韩双方阶段性稳妥处理了萨德问题”。中国外交部发言人汪文斌在当日的例行记者会上说，“美方在韩部署‘萨德’系统明显损害中国的战略安全利益，中方已多次向韩方表明关切。韩国政府正式对外作出‘三不一限’的政策宣示，中方重视韩国政府的这一立场。”韩国外交部长官朴振在青岛向韩媒记者团介绍访华成果时表示，已向中方明确表明所谓“萨德三不”并不是韩方对中方的承诺或双方达成的协议。后因中方宣传韩国已作出“三不一限”政策宣示，在8月11日，韓國总统府就有关“萨德”反导系统（THAAD）“三不一限”的说法再次重申，“三不一限”不是韩方做出的承诺，也不是韩中双方达成的协议。同时韩国公开表态部署美国萨德（THAAD）导弹防御系统是为了自我防卫，这“永远”不会成为可以磋商的问题。此次事件双方一开始说法不一，最初中方暗示韩国已经接受“三不一限”，后遭到韩方反驳，有人质疑是中方战狼外交对会谈结果进行篡改。
8月11日，韓國總統室宣布薩德基地的環評進度將加快，預計於當月底完成薩德基地正常化。
2023年2月24日至3月24日，萨德反导基地的环境影响评估报告草案在线上线下进行公示。5月11日，韓國国防部向韩国环境部提交萨德基地环评报告。6月21日，韩国环境部批准基地环评报告。

## 萨德系统
戰區高空防御飛彈，也称为薩德系统，是由洛克希德·马丁公司发展的防御系统，1992年开始生产，2007年首次和美国政府签约。薩德系统的主要用途是防卫短至中程的弹道导弹，可以摧毁地球大气层内及外部的有害目标。
截至2017年3月，美國已部署五套薩德反導系統，一套在關島，另外四套在德克萨斯州的布利斯堡陸軍基地。一套薩德系統包括一个由货车搭载的移动发射器、八个可以发射及快速重新加載的攔截器及一个可运输的雷達監視系統。此次在韩国部署的萨德系统一个炮台耗资约1.5万亿韩元，由韩国负责提供基地和基础设施，而具体的部署、运作和维护费用由美国承担。
軍備控制劉易斯称韩国需要部署两套萨德系统才能完全覆盖韩国领土，就目前的部署位置而言，朝鲜的潜艇可以从雷达范围之外的东海发动攻击。反導系統的攔截彈最大射程為200公里，目前部署的防御范围包含了多个主要的美军基地，但没有覆盖首都首尔。

## 事件争议
中華人民共和國宣稱萨德的X波段雷达监测范围达到兩千公里，不仅能监视朝鲜，也能监视中国大陸，从而威胁了中华人民共和国的利益，因此被中華人民共和國反对。也有評論指出，中國軍方認為薩德將削弱中國的核威懾力。薩德系統的雷達可以追蹤其武器試驗以及具體導彈的特徵，並最終幫助美軍遏制來自中國的攻擊。薩德也可以讓美軍取得其它途徑無法獲取的導彈參數，將明顯遏制中國的核戰略。
韩国有民众认为萨德有电磁辐射，会污染环境，對人體健康以及農作物生長造成影響。此外，与中国大陸对立，可能會影响韩国经济。

## 各界反應

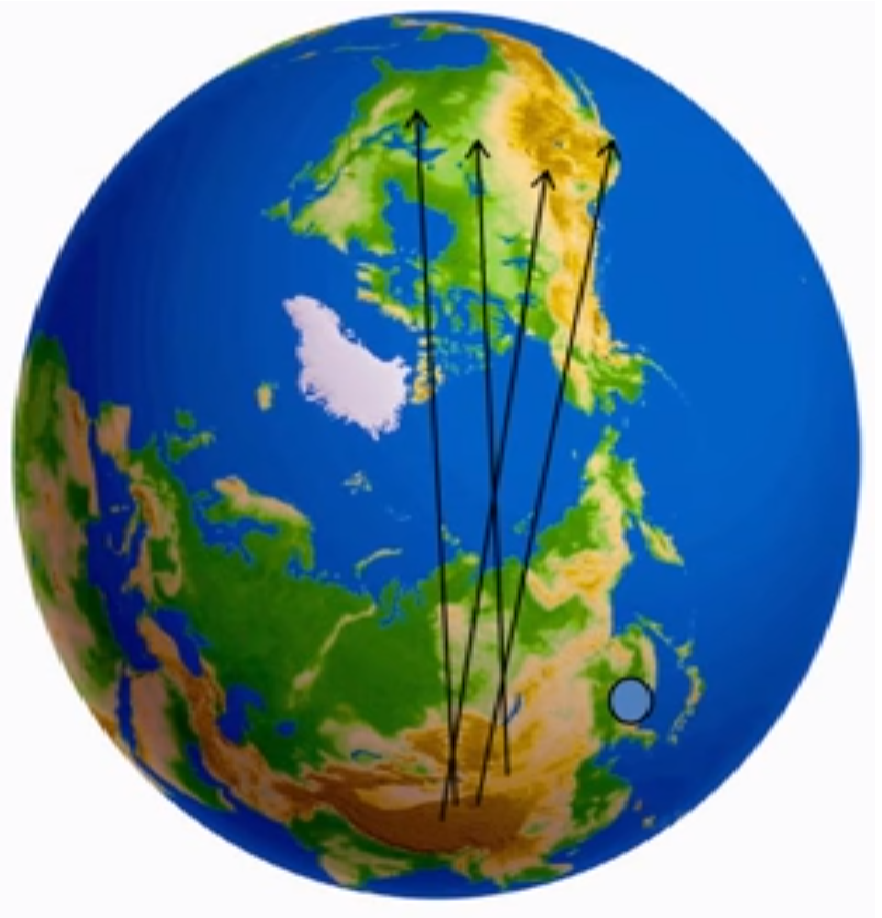
有人認為中國大陸若要以洲際飛彈攻擊美國，主要是走北極航道，薩德無力攔截。

### 大韓民國

#### 官方回应
大韩民国国防部声称：萨德部署后不会对准除朝鲜外的其他任何国家，仅仅只用于应对朝鲜威胁，“部署萨德有助于增强多层次导弹防御体系，强化韩美联盟对朝鲜的导弹防御能力”。但部分韩国民众反对萨德系统。有媒體報導，韩国星州反对部署“萨德”斗争委员会在2016年7月29日表示将在8月15日削发抗议萨德。
韩国方面表示“萨德”不是政治问题，而是国家安全问题。在朝鲜的核威胁加剧的情况下，“萨德”是守护国家安全和国民生命的唯一手段，因此不能放弃“萨德”。总统朴槿惠对部署萨德问题指出，“萨德不针对除朝鲜外的任何第三国，不会侵害第三国的安保利益，也没有这么做的理由。我们只是采取了为了守护国家和国民的单纯的防御目的的措施。日益增大的朝鲜的核与导弹威胁是攸关韩国未来和我们民族生存的非常重大、生死攸关的问题。如果朝鲜挑衅，最大受害者将是韩国和韩国民众。对这种威胁视而不见，无异于坐视朝鲜核与导弹投向韩国领土造成重大人员伤亡”。
但京畿道城南市市長、共同民主黨黨員李在明批評這個作為，因為薩德只有48枚飛彈，無法應對朝鮮千餘枚飛彈的威脅。
2017年3月30日，韓國國會通過決議，呼籲中國大陸停止反制薩德的行動。
2017年10月30日，时任韩国外交部长部长康京和在接受国会质询时表示，韩美日不会发展成军事同盟。韩方不考虑追加部署萨德，不参与美国反导系统的立场不变。
2017年12月，韩国总统文在寅在接受中國中央电视台專訪时表示，“在‘萨德’问题上，韩方的立场是一贯的”。
2022年8月10日，韓國外交部長朴振向中方表明「韩方不再部署新的萨德反导系统」、「不加入美国导弹防御系统」、「不谋求韩美日军事同盟」并不是韩方对中方的承诺或双方达成的协议。

#### 媒體評論
面對中華人民共和國的報復制裁，韓國三大保守派报纸中央日報、朝鮮日報、東亞日報齊聲批評中華人民共和國，三大報以「中國報復薩德入韓 韓國需睿智堅定應對」、「如屈服於中國對薩德的報復，國家臉面何存？」、「減少對華依賴度才能阻止中國的蠻橫」等為題發表社论。

#### 当地居民
政府宣布系統將在星州郡部署後，當地有數千居民抗議，其中很多人是年紀較大的瓜農。居民們擔心它會危及他們的健康，並毀掉當地的農業經濟。有居民稱部署後「附近無法住人，也種不了莊稼，蜜蜂都不會來」。雖然韓國國防部稱雷達系統不會對人體健康構成威脅，這些居民並不接受這個保證。還有一些抗議者擔心戰事爆發時，所居住的地區有可能成為朝鮮的首選攻擊目標。2016年8月15日，有908名居民以剃光头方式表示强烈的抗议。

### 美国
美国驻华大使馆表示：“萨德”是纯粹的应对短程及中程弹道导弹的防御性系统，并不会损害中華人民共和國及俄罗斯的利益。
美国方面表示，“萨德”是防御目的的系统，不针对中国大陸。美国国务院发言人约翰·柯比（John Kirby）表示，萨德系统是一个完全的防御性系统，针对的是朝鲜带来的威胁；中国大陸不应担心萨德会有损中国大陸利益，美韩联合部署萨德系统也不造成美中互疑。此外，柯比表示自己并不清楚萨德系统部署的具体时间表。
2017年3月23日，美國眾議院外交事務委員會亞太委員會主席約霍提交跨黨派議案，譴責中國大陸報復韓美在韓境內部署薩德。
2017年4月28日，美國總統唐納·川普受傳媒採訪時表示韓國應該為系統付上十億美金的安裝費用。

### 中华人民共和国

#### 官方回應
中华人民共和国政府方对部署展现鲜明的反对立场，多次在公开场合表示强烈不满，又分别召见美国、韩国驻华大使进行交涉。
2016年2月24日，中國大陸驻韩大使邱国洪就韩国开始和美国磋商作出回应，警告部署行动不可避免伤害两国关系，又表示「部署萨德将会带来恶性循环，打破地区战略均衡，导致冷战式对决和军备竞赛，使紧张局势和不安升级」。
2016年7月9日，外交部长王毅质疑部署的背後另有目的，称「部署萨德系统远远超出半岛的防卫需求。对此，任何的辩解都是苍白的。」 ，又认为部署对朝鲜半岛的和平稳定及核问题没有任何帮助。
2016年9月29日，在韓國將公佈最終部署地點後，中國大陸國防部發言人楊宇軍表示「將考慮採取必要措施」。
2017年2月3日，外交部發言人陸慷稱部署「损害国家的战略安全利益」、「破坏地区战略平衡」。
2017年3月7日，中國大陸外交部发言人再次警告，「中方会坚决采取必要的措施来维护自身的安全利益，由此产生的一切后果，由美韩来承担。」

#### 反制措施

##### 限韓令
2016年8月，传言中國大陸開始整治來自韓國的影視劇及流行音樂，包含不許大韓民國國籍的韓國藝人在中國大陸演出（但是香港、澳門兩個特別行政區不在限制範圍內，非大韓民國國籍的韓裔人士仍舊可以參加中國大陸的節目，例如鄭秀妍、朴宰範、李銖銜、李承鉉），拒絶在中國大陸上演韓國電影。及後在2017年开始，国内线上视频网站停止播放南韓綜藝節目。而在2016年11月21日举行的中国大陸外交部例行记者会上，外交部发言人耿爽表示其从未听说所谓的“限韩令”，并表示中方对中韩之间的人文交流一直持积极态度。实际上，
2021年2月初，中国大陆央视与韩国kbs签署合作协议，与此同时由韩星吴世勋主演的《我爱喵星人》原定于3月14日在中国大陆院线上映，由于遭到中国大陆反韩网友的强烈抵制而被迫撤档。
2021年12月3日，随着韩国电影《哦！文姬》在中国大陆院线上映及腾讯视频、bilibili等视频网站恢复韩剧上架，时隔6年之后限韩令政策有限度解除。2022年8月，中国驻韩大使邢海明称「限韩令」子虚乌有。

2023年2月，韩国电影振兴委员会在北京、上海两地举办韩国电影展。
2023年5月，韩星秋瓷炫参加《乘风2023》，成为自限韩令之后首位登陆中国大陆节目的大韩民国国籍的艺人，被部分网友解读为限韩令的进一步松绑，之后韩星郑容和、泫雅原定参加中国大陆的综艺和音乐节，但是再一次遭到反韩网友的强烈谴责和抵制而暂时取消参演计划。
2023年8月，韩国团体exo现身青岛参加活动。
2023年11月，由韩国导演欧一善执导，朴施厚、尹恩惠主演的《思念爱》定档中国大陆11月11日上映，成为继《哦！文姬》之后又一部在中国大陆院线上映的韩国电影。

##### 抵制樂天集團
中國抵制洋貨運動史上較少針對南韓，2017年抵制樂天集團（Lotte）是較著名例子。樂天同意轉讓旗下高爾夫球場用于部署萨德系统後，很多中国大陆网民无法接受其行为，在社交媒体上出现大量抵制樂天集團的言论，亦有多家店铺宣布停止售卖樂天集團的商品。2017年2月26日上午，吉林省吉林市的江南樂天瑪特前出現20多名民眾拉起橫幅要求樂天“滾出中國”。此前，在2017年1月12日，乐天在天猫设立的旗舰店全面停业。3月1日，卫龙牌辣条生产厂家在微博宣布乐天玛特销售的产品将按程序陆续下架；3月4日，江苏一些消费者凭消费卡到乐天玛特购物，场面异常火爆，有传言称当日总消费超过1100万元人民币，当地消费者表示用完卡内余额后不再到店购物。
中国大陆一些民众在抵制乐天的同时也存在混淆抵制现象。2月28日，日本乐天市场官方微博发布公告，表示该公司除中文汉字一样外，与韩国乐天公司没有任何关系。
《环球时报》发表标题为「打击乐天惩罚韩国，中国别无选择」的社评，表示「用把乐天逐出中国市场来对危害中国国家利益的外部力量杀一儆百，这是中国作为大国应有的威严」，又提议「逐步升级对韩国文化产品的进口限制，直至必要时完全封杀它们。」
《大公報》評論樂天“一邊大把賺錢，一邊做損人安全的苟且之事”。
2017年3月1日，樂天表示，公司旗下樂天免稅店網站遭到中國大陸黑客攻擊。同日，乐天中国大陸官网也陷入瘫痪，同样遭到黑客攻擊，随后乐天中国表示官网正在升级改造。
网上亦出现了一些关于该集团的谣言，其中一条称乐天集团会长辛东彬在接受韩国《环球新闻眼》采访时表示中国人“无骨气无血性”。而后乐天透過中国大陸媒体称：“这是无中生有、捏造事实、违背常理、荒诞不经的虚假信息”“韩国根本不存在《环球新闻眼》这一新闻媒体”。
路透社报道，韓國樂天公司在中國大陸20多個店铺被中國大陸當局在檢查之後關閉，称中国大陸「在兩國外交對峙中，對該集團施加壓力」。在北京的一家樂天超市被指發佈違法廣告，遭到罰款處理。另外，安徽省蕪湖市一家樂天瑪特超市被指非法設置無線電台，遭到沒收设备和罰款2萬元的处罚。
截至2017年4月，中国大陸99家乐天玛特中有87家处于关门状态，其中被勒令停业的有74家，因乐天内部原因休业的有13家。一些门店遭关闭的主要原因是消防检查不合格。有媒体分析称乐天大规模退出中国大陸市场后，每月遭到近7亿元人民币的损失，而乐天免税店3月销售额比2016年同期下降25%。
不過，強烈的抵制潮大約在一週後由官方親手撲滅，許多拉著「抗美、抗韓」布條上街遊行的抗議民眾在前往樂天時被驅趕，樂天超市隨後也受到警察重兵保護，還有人趁著抵制期間，偷用、私佔商品等違法情事，也依盜竊罪被捕。一名網路上打扮成紅衛兵的女直播主視頻被下架，並遭到媒體斥責「不懂政治敏感性」、「搞怪」等。3月24日，乐天在其韩国主要酒店、商场、免税店外张贴“因为理解，所以等待”标语。韩国《中央日报》称韩国政府出手无望，“束手无策的乐天打出感情牌”。
针对该事件，中国大陸外交部发言人多次回应表示：“中方欢迎外国企业来华投资兴业并始终尊重和保护外国企业在华的合法权益。同时我们也强调，有关企业在华经营必须合法合规。最后我再说一句，外国企业在华经营成功与否，要由中国市场和中国消费者决定。”
2022年7月，樂天決定出售在中國大陸的最後一家位於成都的門店。這意味著樂天將徹底退出中國大陸市場。

##### 旅游禁令
2017年3月3日，中國大陸國家旅遊局發出赴韓旅遊警示，建議遊客“慎重選擇目的地”。之後韓國媒體更報導北京多家旅行社接到中國大陸國家旅遊局的口頭通知，要求下架所有韓國旅遊產品。據中國青年旅行社管理層透露，大陸國家旅遊局本月3日曾召集業者口頭或電話告知：「即日、即時起，停止一切赴韓旅遊業務，個人旅遊、已定團隊、代訂個人機票、酒店業務前有效。」該業者說，韓國旅遊被緊急叫停，15日前已訂機位與出團訂金仍可執行，15日起大陸旅行社「零出團」到南韓，正式生效。
同年12月2日，中國大陸赴韓旅行團在停辦8個多月後恢復，一支32人組成的中國大陸旅行團晚間由北京抵達韓國仁川國際機場，獲韓國旅行社及免稅店職員歡迎。團友手持寫有「破冰韓國首發團」的橫額拍照留念，團友表示希望兩國人民頻繁往來，增進友誼。

##### 其他措施和影響
2016年12月29日中國大陸公布了能夠獲得補貼轎車的名單，裏面有來自三星和LG的電池的轎車被從補貼名單中剔除。
2017年1月，8架計劃前往中國大陸的專機被中國大陸航空當局拒絶，他們並沒有做出任何解釋。
現代汽車在華銷量減少近一半。

##### 韩国對策
2017年2月1日，媒體報導韓國出入境部門停止向境內孔子學院的中國大陸教師發出或延長其留韓簽證。韩方则称这些中国大陸籍教师与中方签劳动合同并从中方领取工资不符合他们所持教育签证的发放标准，从而并未延长。同年3月，有韩国网民开始抵制中国大陸产品，以作为对中国大陸网友抵制韩国货的“报复”。

#### 民间反應
首爾多家酒店受到中國大陸旅遊團及散客的退訂，尤其是為「薩德」出讓土地的樂天集團旗下的樂天城市酒店，有三成預訂遭取消。3月11日，由歌诗达邮轮运营的赛琳娜号抵达济州外港后，船上3400余名中国大陸团体游客拒绝下船。当时济州方面的出入境、海关、检验检疫人员对于中国大陸游客的举动感到非常难以置信。这也是国际邮轮自1990年代末停靠济州以来，20多年间首次有乘客发生集体拒绝下船事件。

#### 媒體評論
有媒體以系统的防禦范围没有包括首尔及探测能力极强為原因，指萨德反导系统「主要是为了探测中俄洲际导弹，而非对付朝鲜导弹」。
不過《環球時報》曾報導，大韓民國國防部部長韓民求2016年7月12日在韓國國會提問時表明薩德在軍事上只是一支「防空炮兵連」是中俄兩國對此過於擴大解讀造成外交摩擦。事實上中國大陸軍事界的看法也認為真正高強度大型戰爭中薩德連沒有生存能力，因為必定是第一波打擊對象，其對於無誘餌無干擾的老式中程彈道飛彈在特定情況下有攔截能力，但也限於少量，對於密集落彈飽和攻擊沒有防禦力，對多樣化的複合攻擊例如結合巡弋飛彈、艦隊火力、潛射武器、長程火砲甚至特種部隊進攻營區等複雜戰爭情況下不難被消滅，雖然聯隊對韓國的角度來說僅為打擊朝鮮之用，然而美軍能夠強化其雷達搜查能力依舊是中俄心腹大患。

### 俄羅斯
俄罗斯對韩国部署萨德也表示關心。俄罗斯外交部发言人玛丽亚·扎哈罗娃就韩国部署“萨德”反导系统相关消息表示，“我们继续密切关注半岛及其周边事态发展，就磋商持开放态度。对磋商感兴趣各方和各个国家都可以和我们讨论最新现状以及各方面的问题。”

### 朝鮮民主主義人民共和國
朝鮮稱部署薩德系統是美國建立「亞洲版北約」計劃的一部分，為的是鞏固在該地區的軍事霸權。

### 日本
据共同社报道，对于美韩两国决定部署“萨德”系统一事，日本官房副长官萩生田光一8日在记者会上表示了欢迎。他说：“美韩推进合作有助于地区的稳定与和平，我国支持这一决定。”他还认为，“部署决定是美韩做出的。对于第三国不予置评。”有报道认为：日本也想讓美国在其领土上部署萨德系统。